# Thesaurus Linguae Latinae

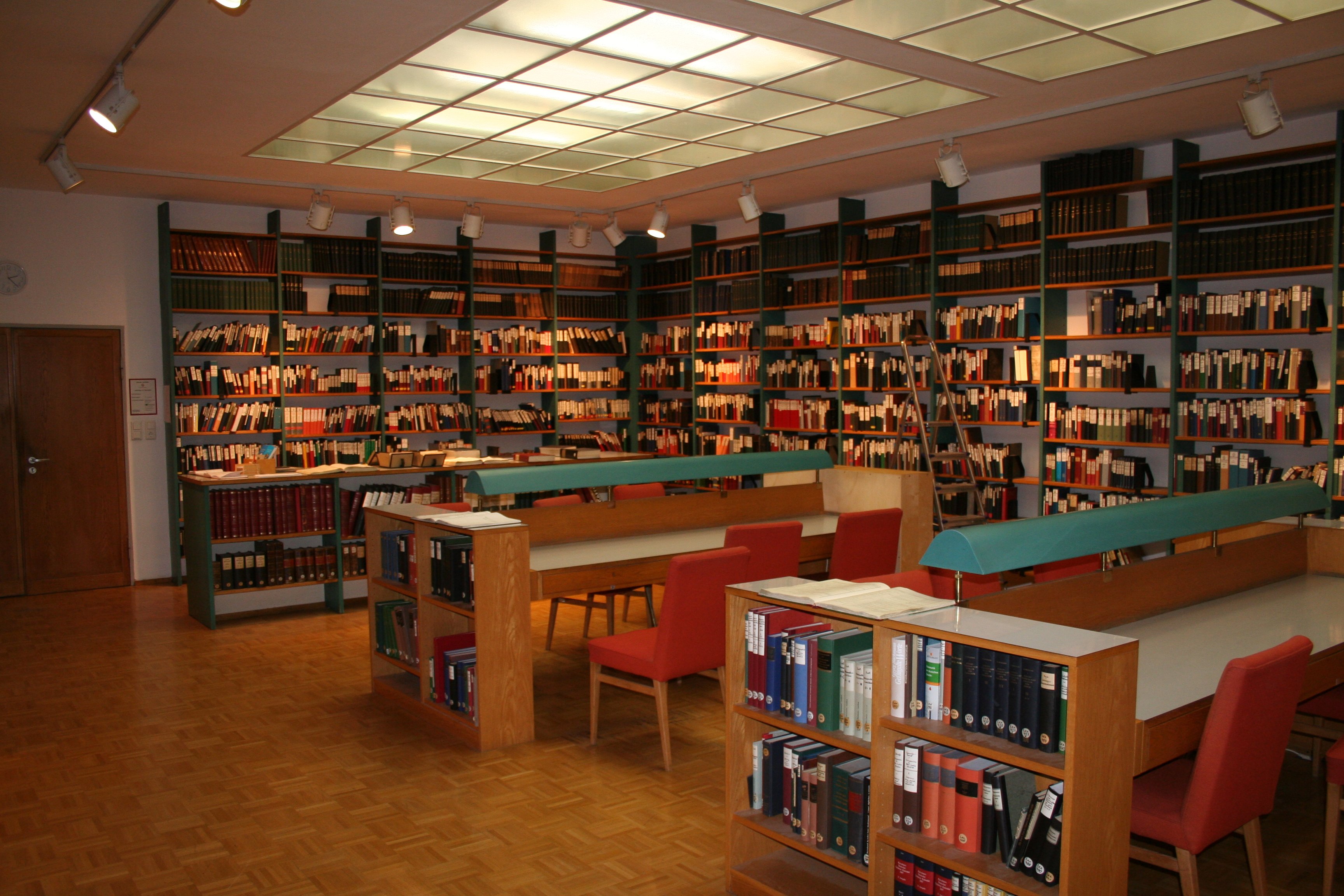
Biblioteca de Thesaurus Linguae Latinae

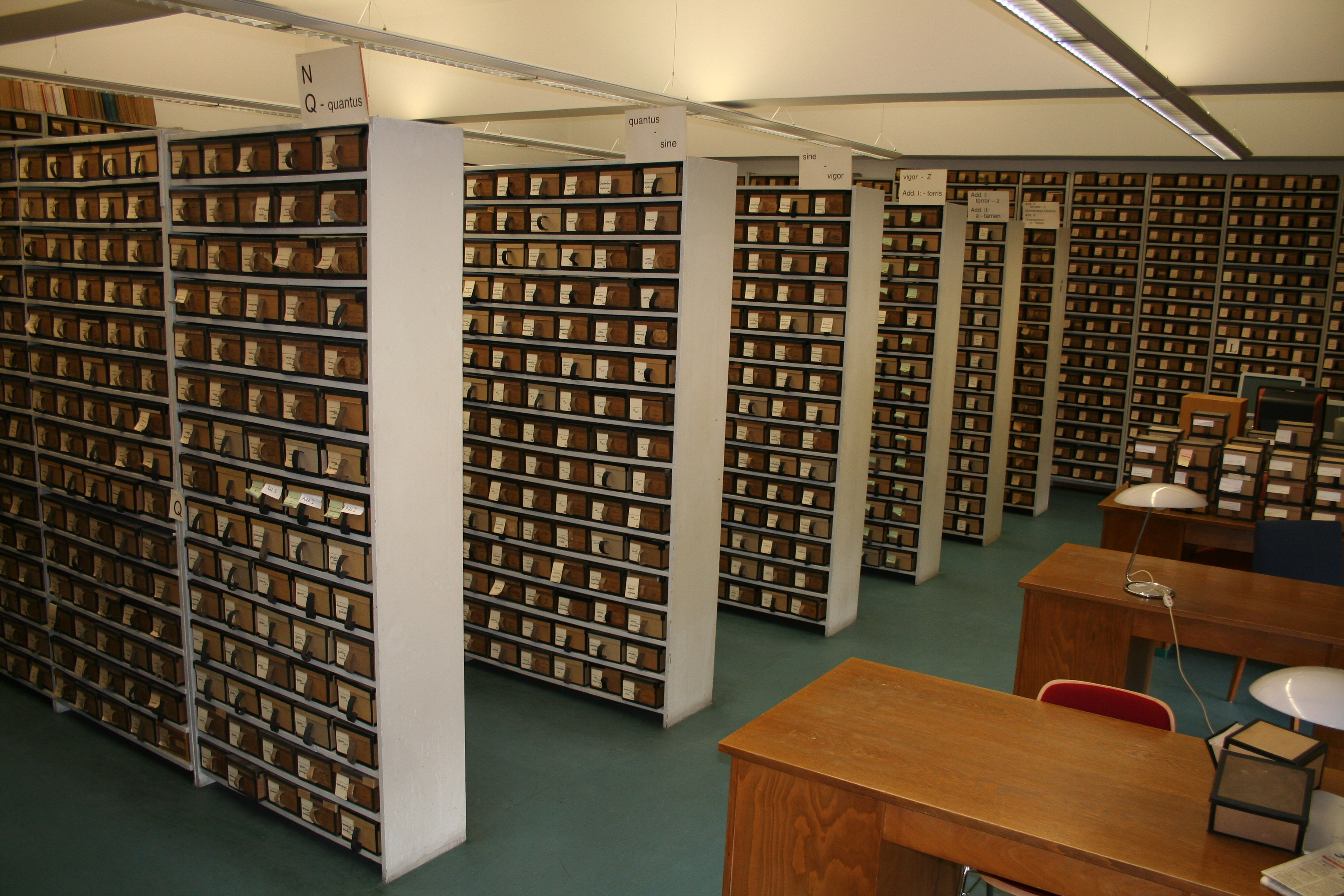
Las pilas, en las cuales cada caja contiene numerosas tiras de papel que contienen escrituras latinas, organizadas en categorías de uso por palabra

El Thesaurus Linguae Latinae (abreviado generalmente como ThLL o TLL) es un extenso diccionario de la lengua latina, que abarca desde los orígenes de la misma hasta Isidoro de Sevilla († 636).
El proyecto comenzó en 1894 y la fecha prevista de finalización es el año 2050. Hasta el momento han sido publicados los tomos desde la A hasta la M, y la O. Está previsto que los volúmenes N, P y R aparezcan próximamente. 
La institución que lleva a cabo la redacción del diccionario tiene su sede en Múnich, en la Academia de las Ciencias de Baviera.